# 善德街
善德街（荷兰语：Zeedijk），意译为海堤，是荷兰首都阿姆斯特丹市中心唐人街的一条街道，也是著名红灯区德瓦伦的北边和东边分界线。

## 历史
历史上曾经和毒品吸食密不可分，后面经过一度振兴成为了阿姆斯特丹唐人街的主要街道。街道以中荷双语标注，醒目迷人，此举也被视为荷兰政府通过打造唐人街，吸引各国游客的举措。中国美食、越南美食和泰国美食，都可以在这里品尝到。善德街108-116号还有欧洲最大的寺庙——荷华寺。

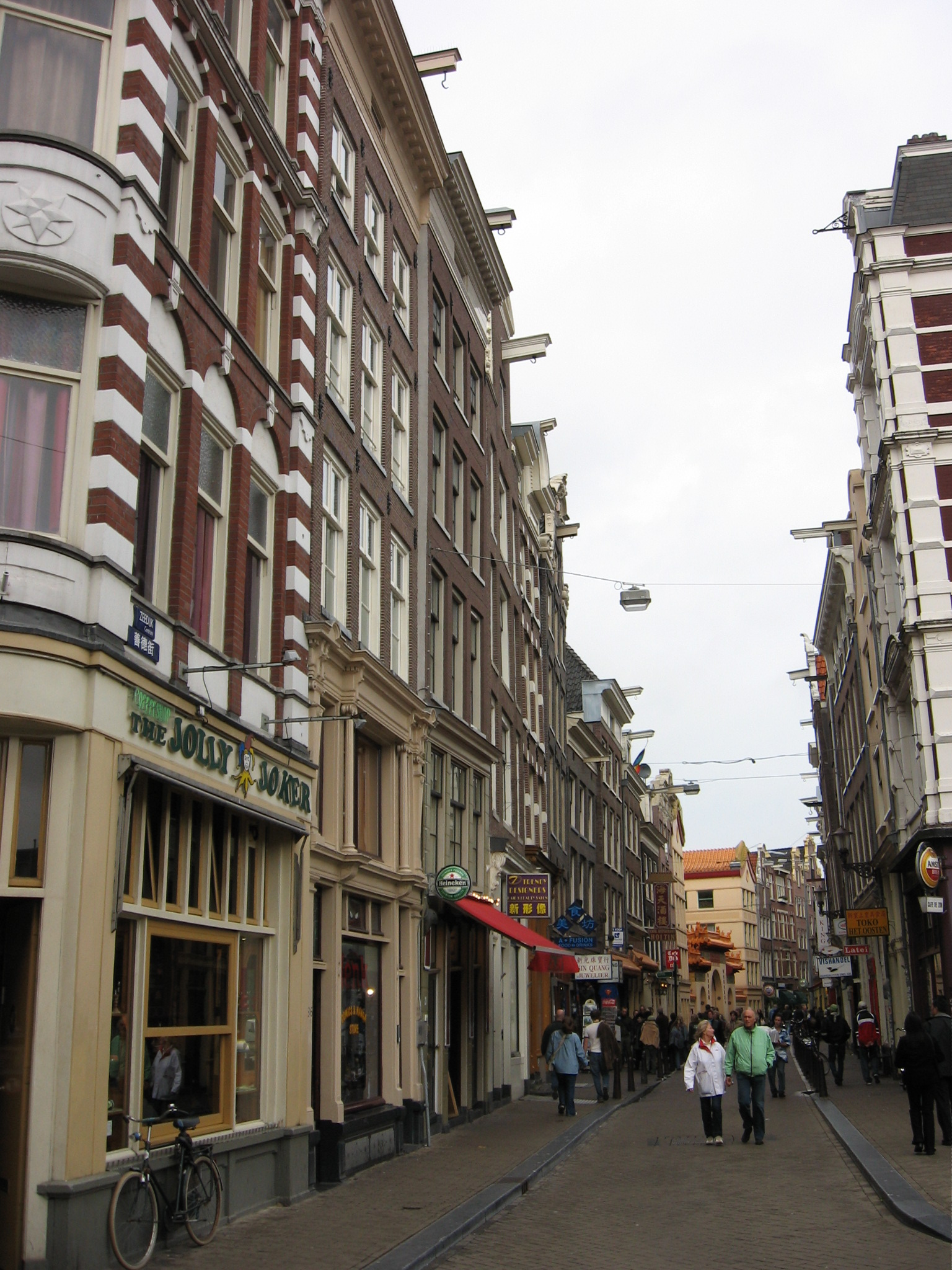
善德街街景